# Thennes

Wappen von Thennes

Thennes (picardisch: Teinne) ist eine nordfranzösische Gemeinde mit 562 Einwohnern (Stand 1. Januar 2022) im Département Somme in der Region Hauts-de-France. Die Gemeinde liegt im Arrondissement Montdidier, ist Teil der Communauté de communes Avre Luce Noye und gehört zum Kanton Moreuil.

## Geographie
Thennes liegt am rechten (östlichen) Ufer der Avre an der Einmündung der Luce, die die Gemeinde vom benachbarten Berteaucourt-lès-Thennes trennt, an der Départementsstraße D935 (frühere Route nationale 35). Durch die Gemeinde verläuft die Bahnstrecke von Amiens nach Montdidier.

## Geschichte
Thennes war seit 780 von der Abtei Corbie abhängig.
Im Ersten Weltkrieg erlitt die Gemeinde insbesondere im Kriegsjahr 1918 erhebliche Schäden. Sie erhielt als Auszeichnung das Croix de guerre 1914–1918.

## Einwohner
| 1962 | 1968 | 1975 | 1982 | 1990 | 1999 | 2006 | 2010 |
| ---- | ---- | ---- | ---- | ---- | ---- | ---- | ---- |
| 195  | 218  | 256  | 298  | 338  | 355  | 422  | 470  |

## Verwaltung
Bürgermeister (maire) ist seit 2007 Philippe Marotte.

## Sehenswürdigkeiten

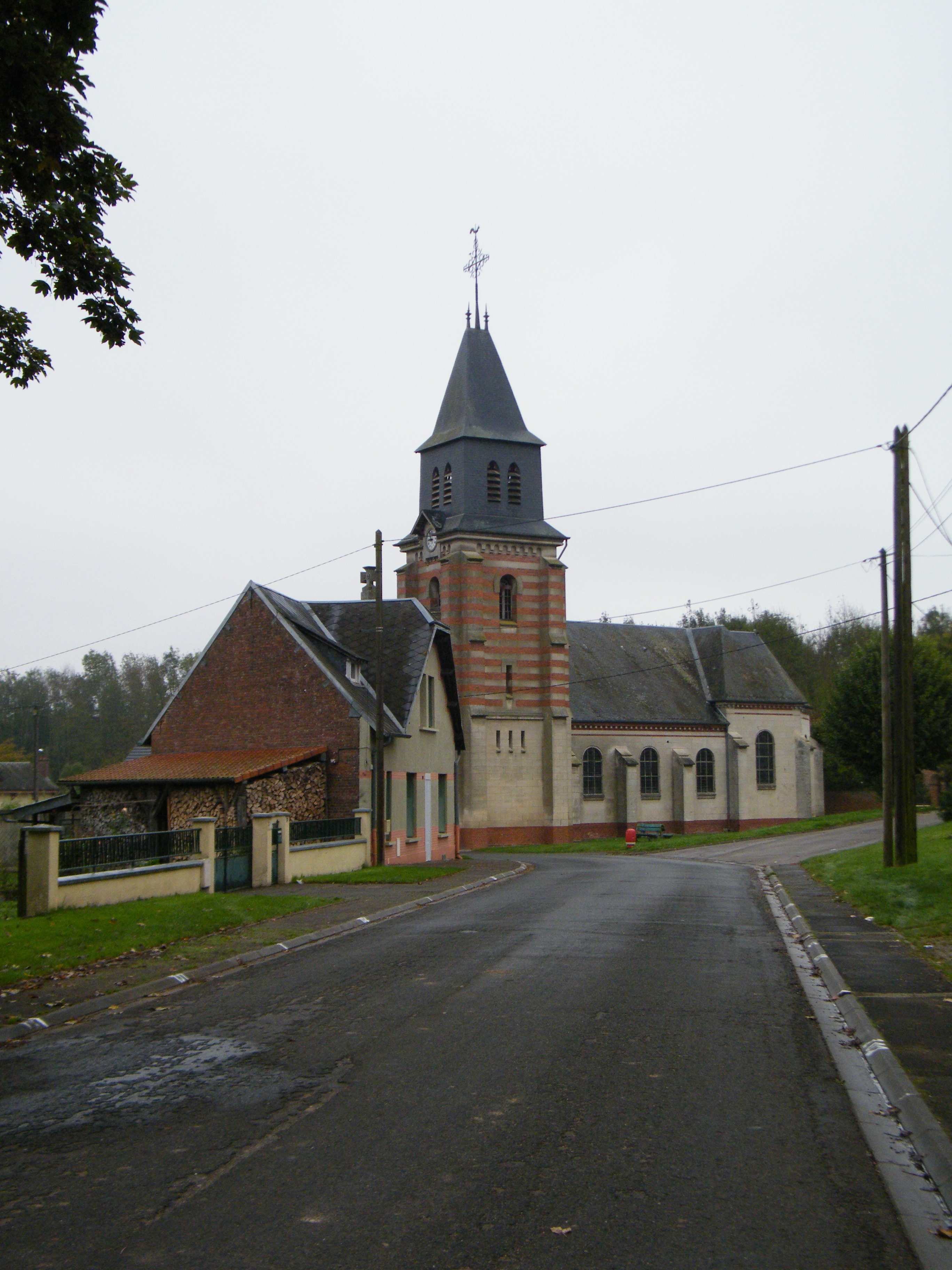
Kirche Saint-Quentin

- Die im Ersten Weltkrieg stark beschädigte Kirche Saint-Quentin.